# Паницово
Пани́цово (болг. Паницово) — село в Бургаській області Болгарії. Входить до складу громади Несебир.

## Населення
За даними перепису населення 2011 року у селі проживали 65 осіб, усі — болгари.
Розподіл населення за віком у 2011 році:
Динаміка населення: